# Dictyogryllacris
Dictyogryllacris är ett släkte av insekter. Dictyogryllacris ingår i familjen Gryllacrididae.
Kladogram enligt Catalogue of Life:
| Dictyogryllacris | \| \| Dictyogryllacris dyscrita \| \| \| \| \| \| Dictyogryllacris reticulata \| \| \| \| |
|                  | \| \| Dictyogryllacris dyscrita \| \| \| \| \| \| Dictyogryllacris reticulata \| \| \| \| |
|                  | Dictyogryllacris dyscrita                                                                 |
|                  |                                                                                           |
|                  | Dictyogryllacris reticulata                                                               |
|                  |                                                                                           |